# Djambouto Nastirde
Djambouto Nastirde est un village de la commune de Galim-Tignère situé dans la région de l'Adamaoua et le département du Faro-et-Déo, à proximité de la frontière avec le Nigeria.

## Population
Lors du recensement de 2005, le village était habité par 556 personnes, 267 de sexe masculin et 289 de sexe féminin.

## Principales cultures et bassins de production
Les villageois de Djambouto Nastirde cultivent, entre autres, le maïs sur une superficie de 96 hectares et pour une production annuelle de 144 tonnes.